# Ендрю (ураган)

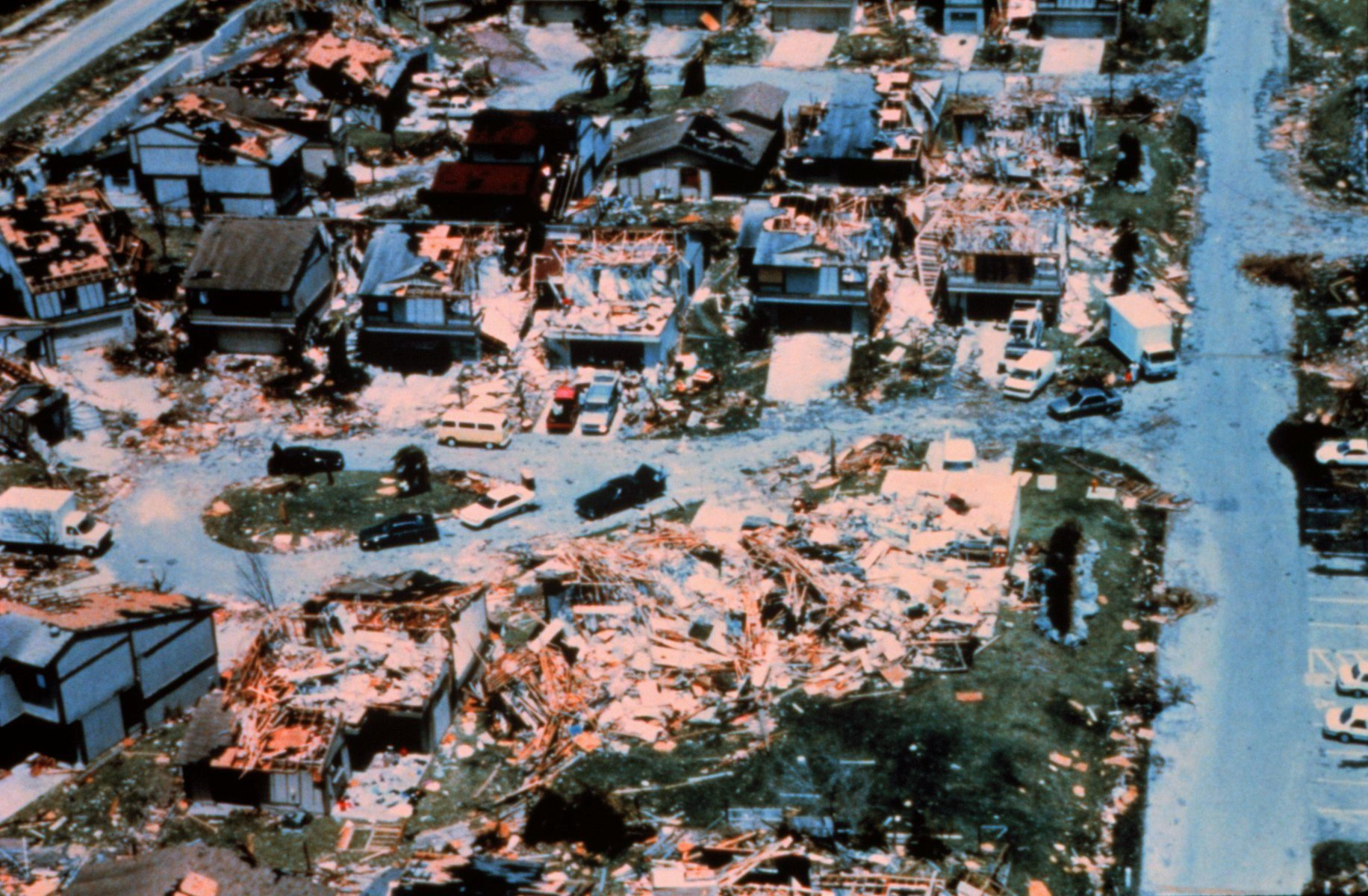
Зруйноване ураганом містечко Лейкс-бай-те-Бей, Флорида

Ураган Ендрю (англ. Hurricane Andrew) — атлантичний тропічний ураган 5 категорії, третій за силою ураган, що досяг берегів США у 20 столітті. Цей ураган був єдиним значним ураганом сезону 1992 року на Атлантичному океані. У серпні цього року він пройшов через північно-західні Багамські острови, південну Флориду і південно-західну Луїзіану. Цей ураган викликав значні руйнування, оцінка збитків становить від 26,5 млрд до 34 млрд доларів США за цінами 1992 року, переважно у Флориді. Хоча за тиском у центрі ураган вважається четвертим в історії США, він був найбільш руйнівним в історії цієї країни до урагану Катріна 2005 року.